# Paul Walden
Paul Walden, latvijsko-nemški kemik, * 26. julij 1863, † 22. januar 1957
Znan je po svojem delu v stereokemiji. Izumil je stereokemijsko reakcijo, znano kot Waldenova inverzija in sintetiziral prvo ionsko tekočino pri sobni temperaturi, etilamonijev nitrat.